# Region Centralny (Burkina Faso)
Region Centralny (fr. Region Centre) – jeden z 13 regionów w Burkinie Faso, znajdujący się w centralnej części kraju.
W skład regionu wschodzi 1 prowincja:
- Kadiogo